# Seemann (píseň)
Seemann je singl od finské kapely Apocalyptica.

## Seznam skladeb
1. „Seemann (feat. Nina Hagen) (Radio Edit)“ (Rammstein) - 3:59
2. „Seemann (feat. Nina Hagen) (Album Version)“ (Rammstein) - 4:42
3. „Heat“ - 3:24